# Олымчик
Олымчик (Сухой Олымчик, Лымчик) — река в Касторенском районе Курской области, Семилукском районе Воронежской области, Тербунском и Воловском районах Липецкой области, правый приток реки Олым.
Длина реки — 39 километров, площадь водосборного бассейна — 503 км².

## Этимология
Название вероятно происходит от тюркского jalym kaja — «крутая скала». До начала XX века Олымчиком назывался только участок реки от впадения Верхнего Олымчика до устья. Отрезок реки от Берёзовки Воронежской области до соединения с Верхним Олымчиком носил название Берёзовка. Сейчас Берёзовкой называется речка, на которой стоит село Троицкое.

## Описание
Берёт своё начало в посёлке Семёновский; здесь на реке сделана плотина и пруд. В километре ниже по течению есть ещё один пруд.
Устье в 3 километрах западнее села Урицкое.
На правом склоне долины реки, в полутора километрах выше устья, на площади 61 500 м² расположились песчаники. В этом месте склоны покрыты степной растительностью. Встречаются редкие виды растений, ниже залегает особый тип кремнистых известняков, практически не встречающиеся в естественных обнажениях Липецкой области. В 1993 году «Песчаники долины реки Олымчик» получили статус ландшафтно-геологического памятника природы регионального значения.

## Притоки
- Берёзовка (правый)
- Берёзовец (правый)
- Верхний Олымчик (правый)
- ручей Ивановский (левый)

## Водный режим
Питание в основном снеговое с малой долей родникового и дождевого питания. Половодье в марте-апреле, с окончания весеннего половодья и до начала нового весеннего подъёма уровень и расход воды постепенно падают. Замерзает в ноябре, ледостав держится около 140 дней. Вскрывается в марте — апреле.

## Использование
Река не судоходна. Имеет научное, ландшафтное и рекреационное значение.
Ранее использовалась для водопоя сельскохозяйственных животных, а прилегающие к реке луга для их выпаса.

## Населённые пункты от истока к устью
- Семёновский (Курская область)
- Берёзовка (Воронежская область)
- Берёзовка
- Даниловка (Липецкая область)
- Барышниково (Липецкая область)
- Урицкое